# Krombeinius
Krombeinius is een geslacht van vliesvleugeligen uit de familie Perilampidae. De wetenschappelijke naam van dit geslacht is voor het eerst geldig gepubliceerd in 1978 door Boucek.

## Soorten
Het geslacht Krombeinius omvat de volgende soorten:
- Krombeinius dictyon Darling, 1995
- Krombeinius eumenidarum Boucek, 1978
- Krombeinius kubah Darling, 1995
- Krombeinius lerouxi Rasplus, 1987
- Krombeinius megalaspis (Cameron, 1912)
- Krombeinius saunion Darling, 1983
- Krombeinius srilanka Darling, 1988
- Krombeinius taiwanensis Darling, 1988